# Dziady część III

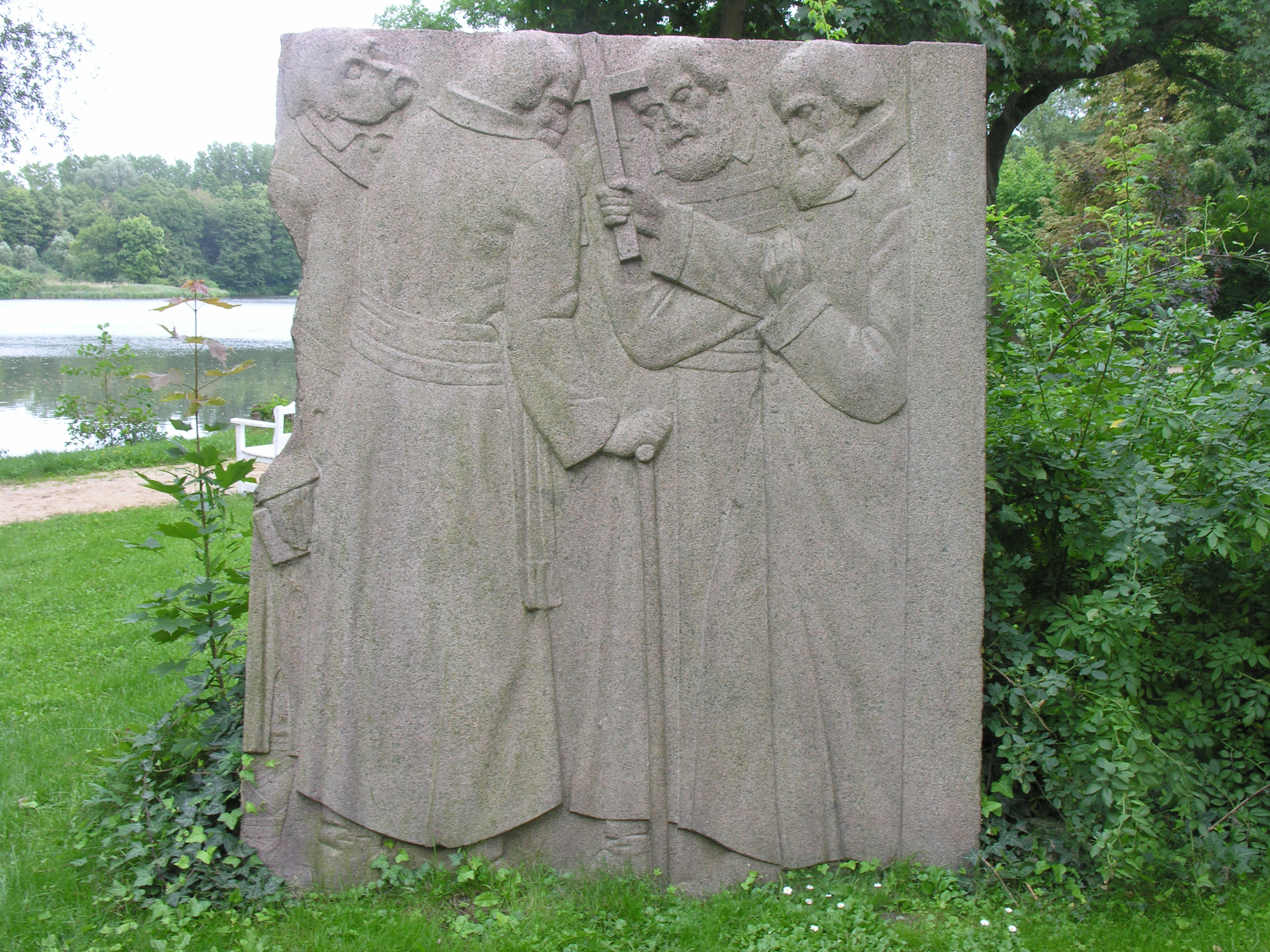
Fragment niezrealizowanego pomnika Adama Mickiewicza, dłuta Henryka Kuny, przedstawiający scenę z Dziadów

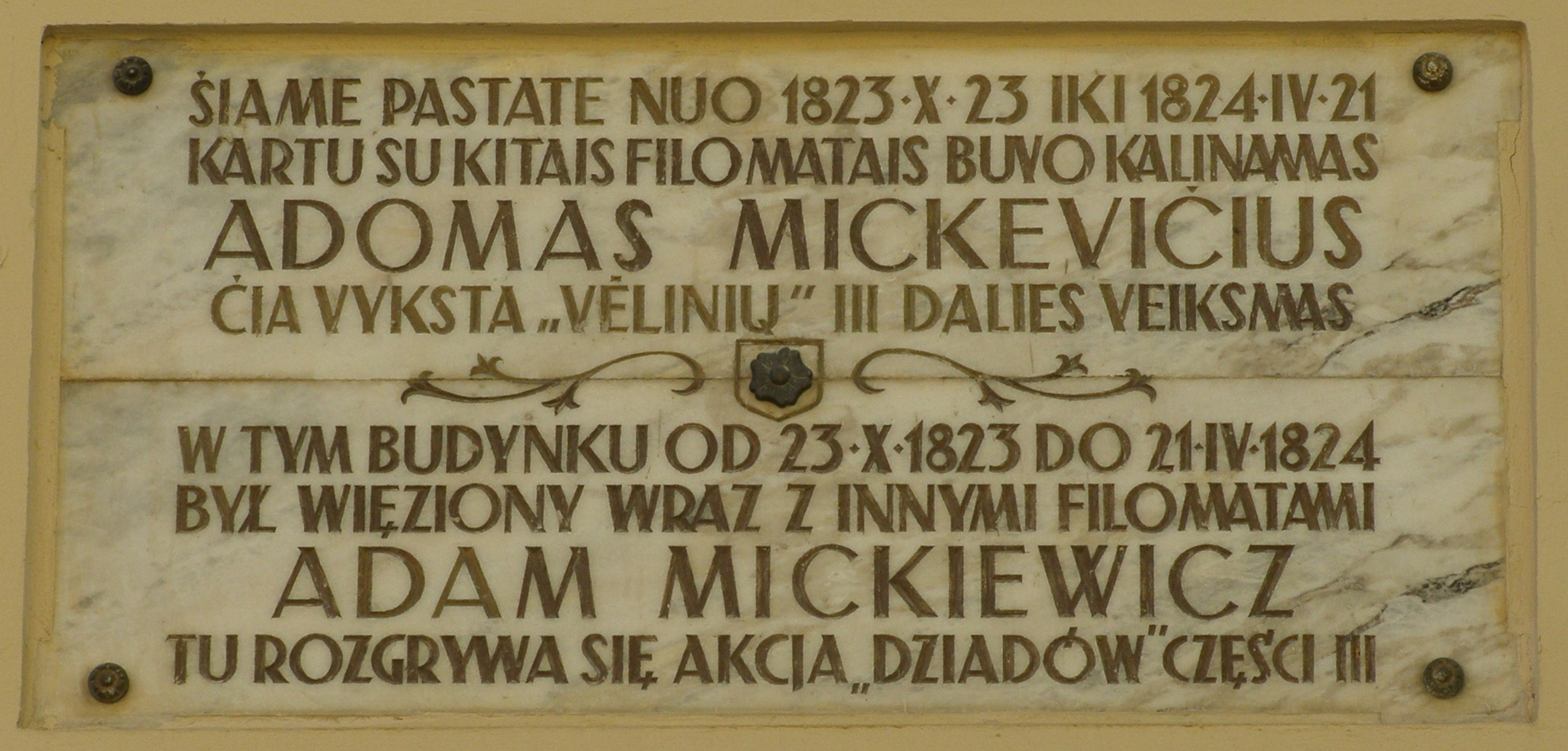
Tablica upamiętniająca więzienie Adama Mickiewcza w klasztorze bazylianów w Wilnie

Dziady część III – utwór dramatyczny Adama Mickiewicza należący do cyklu dramatów Dziady. Utwór powstawał w roku 1832 w Dreźnie. Opublikowany został po raz pierwszy w 1832 roku jako IV tom Poezji (w wydaniu zbiorowym), oraz rok później w edycji osobnej.
Utwór niekiedy określany mianem Dziady drezdeńskie, ze względu na miejsce powstania.

## Dziadyczęść III
Trzecia, ostatnia ukończona część dramatu, została napisana wiosną 1832 roku (wiąże się to z pobytem Mickiewicza w Dreźnie). Przez badaczy ta część Dziadów jest uważana za arcydzieło polskiego dramatu romantycznego, m.in. ze względu na połączenie w jednym utworze problematyki polityczno-historycznej z metafizyczną.
Charakterystyczną cechą tego dramatu jest jego nieciągłość, fragmentaryczność i otwarta, swobodna kompozycja. Żaden z licznych wątków fabularnych nie został ukończony, losy bohaterów są niedopowiedziane (z wyjątkiem Doktora, który ginie od uderzenia piorunem). Do całego cyklu nawiązuje scena IX (obrzęd tytułowych Dziadów).
Plan historyczny utworu dzieli się na dwie części: jawną (oficjalny wymiar rzeczywistości) i ukrytą (martyrologia, spiski i walka narodowowyzwoleńcza). W części jawnej (Dom wiejski pode Lwowem, Salon Warszawski, Pan Senator) poeta staje się bezlitosnym analitykiem i krytycznym obserwatorem zaprezentowanej w utworze zbiorowości. Zbiorowość ta dzieli się na „lewą” i „prawą” stronę. W części ukrytej autor zawarł swoją drezdeńską koncepcję martyrologicznej historii Polski.
Jedną z cech charakterystycznych dla tej części Dziadów jest mesjanizm, polegający na eksploatowaniu paraleli pomiędzy cierpieniem Jezusa a ofiarą Polaków pozbawionych własnej państwowości i prześladowanych. Ofiara ta ma mieć, według Mickiewicza, charakter uniwersalny, stanowi bowiem powtórzenie odkupienia Chrystusa. Wyrazicielem takiej postawy w utworze jest Ks. Piotr, który posiada zdolność przewidywania przyszłości („widzenia”). Jego przepowiednie mają charakter optymistyczny, chociaż ich treść jest bardzo nieprecyzyjna (np. liczba 44). Przeciwieństwem ks. Piotra w utworze jest Konrad, którego cechuje indywidualizm, świadomość własnej wyjątkowości, a nawet duma urastająca do pychy. Źródło takiej postawy tkwi w przekonaniu, że jest wielkim poetą, dzięki czemu dysponuje wyjątkową mocą (Ja czuję nieśmiertelność, nieśmiertelność tworzę, / Cóż ty większego mogłeś zrobić – Boże?, sc. II, w. 54-55). Posiada zdolność do odczuwania bólu za cały naród polski. W Wielkiej improwizacji podnosi bunt przeciwko Bogu, żądając od Niego władzy nad światem, aby urządzić go lepiej. Oskarża Boga w ten sposób o całe zło, a do tak gwałtownych żądań popycha Konrada odczuwanie cierpień własnego narodu (Ja i ojczyzna to jedno. / Nazywam się Milijon – bo za milijony / Kocham i cierpię katusze, w. 259-261). Żąda od Stwórcy całkowitej kontroli nad ludźmi, dlatego też marzenie o szczęściu i pokoju na Ziemi nosi cechy tyranii. Jednak Konrad nie zostaje wyraźnie w utworze potępiony.

## Ustęp

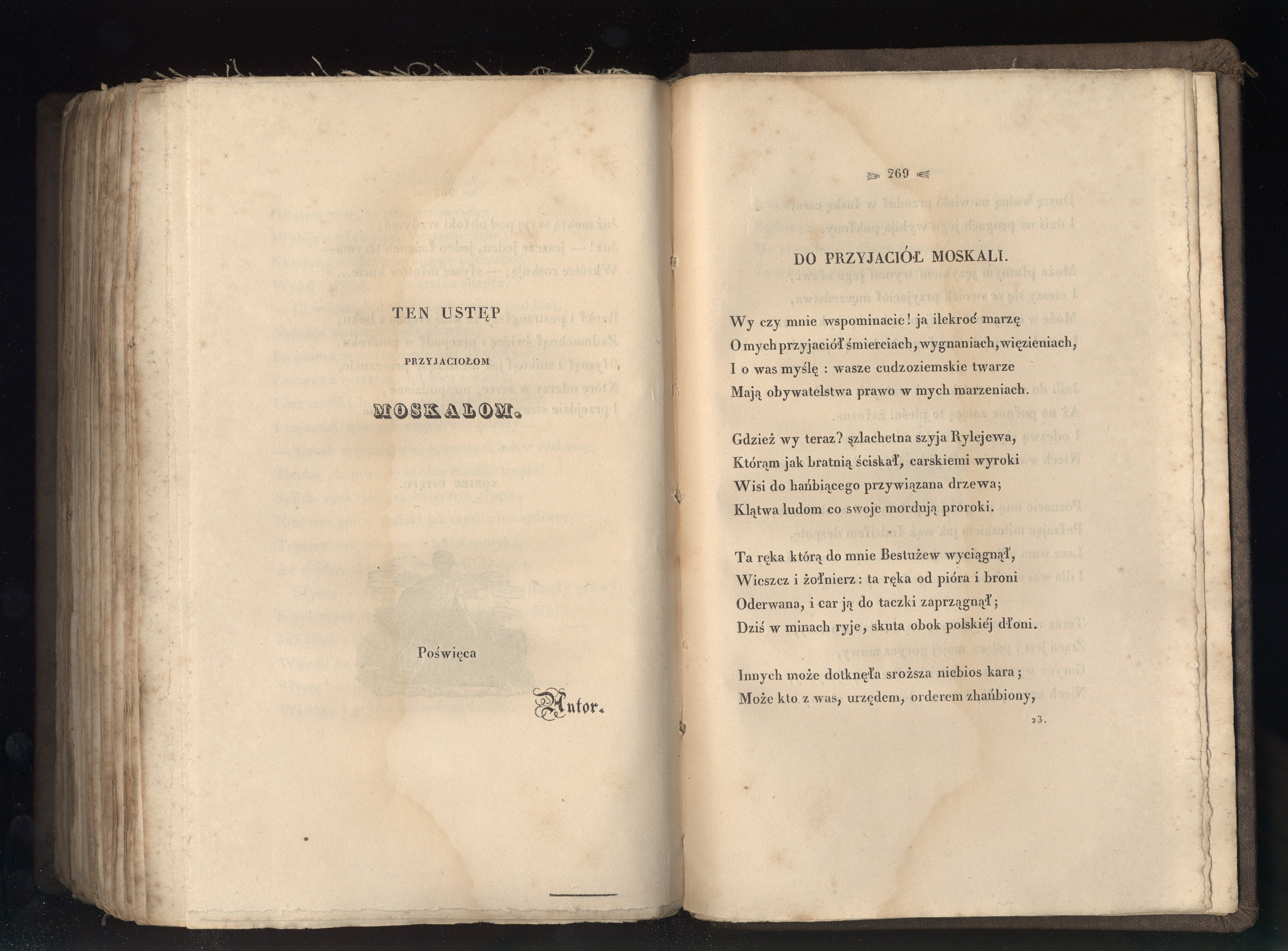
Do przyjaciół Moskali (fragment)

W skład dramatu wchodzi obszerny epicki Ustęp, w którym poeta opisuje państwo carskie, jako machinę bezmyślnego ucisku oraz związane z tym wynaturzenia (militaryzm). Jednocześnie jednak dostrzega w społeczeństwie rosyjskim zjawiska mogące w przyszłości obalić despotyzm. Dlatego ustęp zamyka hołd złożony rosyjskim dekabrystom w wierszu lirycznym – Do przyjaciół Moskali.